# Hydrophorus norvegicus
Hydrophorus norvegicus är en tvåvingeart som beskrevs av Ringdahl 1928. Hydrophorus norvegicus ingår i släktet Hydrophorus och familjen styltflugor. Enligt den svenska rödlistan är arten nära hotad i Sverige. Arten förekommer i Övre Norrland. Artens livsmiljö är havsstränder, våtmarker, sjöar och vattendrag. Inga underarter finns listade i Catalogue of Life.